# Morti nel 1607
| Questa pagina contiene informazioni ricavate automaticamente dalle voci biografiche con l'ausilio del template Bio e di un bot. L'aggiornamento è periodico e automatico e ricostruisce completamente la pagina. Se manca una persona in questa lista, sei pregato di non aggiungerla, ma accertati piuttosto che la sua voce biografica contenga il template Bio e che i dati anagrafici siano correttamente compilati. Se il template Bio manca, inseriscilo tu stesso o, in alternativa, metti l'avviso {{tmp\|Bio}} che ne segnala la mancanza. Se i dati riportati sono sbagliati, correggi direttamente la voce biografica; le modifiche saranno visibili in questa lista entro pochi giorni. Per chiarimenti vedi il progetto biografie. La lista contiene solo le 84 persone che sono citate nell'enciclopedia e per le quali è stato implementato correttamente il template Bio. Pagina aggiornata al 18 mag 2025. |

## Gennaio(5)
- 6 gennaio - Guidobaldo Del Monte, matematico, filosofo e astronomo italiano (n. 1545)
- 11 gennaio - Camillo Aulari, vescovo cattolico italiano
- 19 gennaio - Anne Morgan, nobildonna inglese (n. 1529)
- 23 gennaio - Massimiliano Palombara, arcivescovo cattolico italiano
- 26 gennaio - Annibale Gagini, orafo e scultore italiano

## Febbraio(4)
- 3 febbraio - Tolomeo Gallio, cardinale e arcivescovo cattolico italiano (n. 1527)
- 22 febbraio - Gustavo Vasa (n. 1568)
- 23 febbraio - Guido Sforza Gonzaga, nobile e condottiero italiano (n. 1552)
- 28 febbraio - Rusu Masakege, militare giapponese (n. 1549)

## Marzo(2)
- 11 marzo - Giovanni Maria Nanino, compositore e cantore italiano
- 17 marzo - Silvestro Invrea, doge (n. 1530)

## Aprile(7)
- 1º aprile - Matsudaira Tadayoshi, militare giapponese (n. 1580)
- 6 aprile - Giovanni Francesco Mocenigo, politico italiano (n. 1558)
- 9 aprile - Eleonora di Hohenzollern, principessa prussiana (n. 1583)
- 15 aprile - César de Bus, presbitero francese (n. 1544)
- 22 aprile - Francesco Piccolomini, filosofo italiano (n. 1523)
- 25 aprile - Jacob van Heemskerck, esploratore e ammiraglio olandese (n. 1567)
- 28 aprile - Luigi Rodriguez, pittore italiano

## Maggio(5)
- 3 maggio - Agnes Douglas, nobildonna scozzese (n. 1574)
- 11 maggio - Michele Ruggieri, gesuita, missionario e linguista italiano (n. 1543)
- 17 maggio - Anna d'Este, nobile (n. 1531)
- 21 maggio - John Rainolds, teologo e scrittore inglese (n. 1549)
- 25 maggio - Maria Maddalena de' Pazzi, monaca cristiana, mistica e santa italiana (n. 1566)

## Giugno(5)
- 2 giugno - Yūki Hideyasu, militare giapponese (n. 1574)
- 10 giugno - John Popham, giurista inglese (n. 1531)
- 19 giugno - Giobbe, monaco cristiano, arcivescovo ortodosso e santo russo (n. 1525)
- 28 giugno - Domenico Fontana, architetto italiano (n. 1543)
- 30 giugno - Cesare Baronio, storico, religioso e cardinale italiano (n. 1538)

## Luglio(4)
- 6 luglio - Achille Gagliardi, filosofo, gesuita e teologo italiano (n. 1538)
- 7 luglio - Penelope Devereux, nobildonna inglese (n. 1563)
- 13 luglio - Carlo Antonio Dal Pozzo, arcivescovo cattolico e giurista italiano (n. 1547)
- 24 luglio - Alessandro Pieroni, architetto e pittore italiano (n. 1550)

## Agosto(7)
- 4 agosto - Bartolomeo Ferrero, vescovo cattolico italiano (n. 1550)
- 10 agosto - Giacomo Menochio, giurista italiano (n. 1532)
- 17 agosto - Anselmo Marzato, cardinale, arcivescovo cattolico e teologo italiano (n. 1557)
- 20 agosto - Ercole Sassonia, medico italiano (n. 1551)
- 21 agosto - Cesare Speciano, vescovo cattolico italiano (n. 1539)
- 22 agosto - Bartholomew Gosnold, esploratore e giurista inglese (n. 1572)
- 25 agosto - Luca Pinelli, gesuita e teologo italiano (n. 1542)

## Settembre(5)
- 8 settembre - Girolamo Rossi, storico, filosofo e medico italiano (n. 1539)
- 11 settembre - Luzzasco Luzzaschi, organista e compositore italiano (n. 1545)
- 14 settembre - Simion Movilă, principe moldavo
- 14 settembre - Fulvia di Randan, nobildonna italiana (n. 1534)
- 22 settembre - Alessandro Allori, pittore italiano (n. 1535)

## Ottobre(2)
- 6 ottobre - Giovanni Ruiz de Villoslada, vescovo cattolico italiano (n. 1545)
- 31 ottobre - Wawrzyniec Grzymała Goślicki, vescovo cattolico, filosofo e nobile polacco (n. 1538)

## Novembre(4)
- 7 novembre - Ana de Velasco y Girón, nobile spagnola (n. 1585)
- 8 novembre - Elisabetta di Anhalt-Zerbst, principessa (n. 1563)
- 20 novembre - Giorgio Basta, generale e mercenario italiano (n. 1544)
- 24 novembre - Carlo di Lorena, cardinale francese (n. 1567)

## Dicembre(3)
- 1º dicembre - Agostino Doria, doge (n. 1540)
- 2 dicembre - Tsugaru Nobutake, militare giapponese (n. 1574)
- 31 dicembre - Edmund Shakespeare, attore teatrale britannico (n. 1580)

## Senza giorno specificato(31)
- Antonio Amati, liutaio italiano
- Abraham Angermannus, arcivescovo luterano svedese
- Georg Bartisch, oculista tedesco (n. 1535)
- Francesco Bianciardi, organista e compositore italiano (n. 1570)
- Andrea Boscoli, pittore italiano
- Giovanni Caracca, pittore fiammingo
- Francesco Cardillo, pittore italiano
- Alessandro Casolani, pittore italiano (n. 1552)
- Gillis van Coninxloo, pittore fiammingo (n. 1544)
- Arthur Dent, scrittore inglese
- Giovan Battista Deti, letterato italiano (n. 1539)
- Ğazı II Giray (n. 1551)
- Giulio Cesare Guarnieri, vescovo cattolico italiano
- Enrique de Guzmán, politico e nobile spagnolo (n. 1540)
- Girolamo Imparato, pittore italiano (n. 1549)
- Kasuya Takenori, militare giapponese (n. 1562)
- Emilio Luci, politico e giurista italiano (n. 1546)
- Diego Núñez de Avendaño, spagnolo
- Domenico Ragnina, poeta italiano (n. 1536)
- Paolo Regio, letterato e vescovo cattolico italiano (n. 1541)
- Gaspar de Rodas, esploratore spagnolo (n. 1518)
- Rocco Rodio, compositore e teorico musicale italiano (n. 1530)
- Jan Saenredam, pittore, incisore e cartografo olandese (n. 1565)
- Matteo Sanminiato, arcivescovo cattolico italiano
- Onorio Savelli, VII signore di Rignano, nobile e criminale italiano
- Pieter Schoubroeck, pittore fiammingo
- Lorenzo Suárez de Figueroa y Córdoba, diplomatico spagnolo (n. 1559)
- Utsunomiya Kunitsuna, militare giapponese (n. 1568)
- Davide Vaccari, doge (n. 1518)
- Bento de Góis, missionario portoghese (n. 1562)
- Jean de La Taille, poeta e drammaturgo francese (n. 1540)